# Villarejo-Periesteban
Villarejo-Periesteban – gmina w Hiszpanii, w prowincji Cuenca, w Kastylii-La Mancha, o powierzchni 33,43 km². W 2011 roku gmina liczyła 417 mieszkańców.